# Iris – Egy csodálatos női elme
Az Iris – Egy csodálatos női elme (eredeti cím: Iris) 2001-ben bemutatott amerikai–brit életrajzi filmdráma, melyet saját és Charles Wood forgatókönyvéből Richard Eyre rendezett. A forgatókönyv alapjául John Bayley brit író 1999-es Elegy for Iris című önéletrajzi műve szolgált. A film zenéjét James Horner szerezte. A főbb szerepekben Judi Dench, Jim Broadbent, Kate Winslet és Hugh Bonneville látható.
Világpremierje 2001. december 14-én volt Los Angelesben. Az Egyesült Királyságban 2002. január 22-én, az Amerikai Egyesült Államokban 2002. március 29-én került a mozikba. A film bevételi szempontból jól teljesített és kritikai visszajelzései is pozitívak voltak. A 74. Oscar-gálán és az 59. Golden Globe-gálán Broadbent átvehette a legjobb férfi mellékszereplőnek járó díjakat. Dench női főszereplőként, Winslet női mellékszereplőként szerzett jelöléseket mindkét díjra. Dench az 55. BAFTA-gálán legjobb női főszereplő kategóriában bizonyult a legjobbnak.

## Cselekmény
Iris Murdoch fiatal főiskolásként ismerkedik meg hallgatótársával, John Bayleyvel. A visszahúzódó, félénk Bayleyt lenyűgözi a lány szabados szelleme, kihívó személyisége és művészi tehetsége. Évtizedekkel később már hosszú házasságban élő párt alkotnak, Murdoch ünnepelt írónőként, Bayley pedig kevésbé ismert irodalomkritikusként.
Az írónő elméje felett azonban egyre jobban elhatalmasodik az Alzheimer-kór. Bayley önfeláldozó módon ápolja feleségét, egészen Murdoch 1999-ben bekövetkezett haláláig.

## Szereplők
| Szerep       | Színész                    | Magyar hang     |
| ------------ | -------------------------- | --------------- |
| Iris Murdoch | Judi Dench                 | Kassai Ilona    |
| Iris Murdoch | Kate Winslet (fiatalon)    | Major Melinda   |
| John Bayley  | Jim Broadbent              | Makay Sándor    |
| John Bayley  | Hugh Bonneville (fiatalon) | Csankó Zoltán   |
| Janet Stone  | Penelope Wilton            | Pálos Zsuzsa    |
| Janet Stone  | Juliet Aubrey (fiatalon)   | Juhász Judit    |
| Maurice      | Timothy West               | Versényi László |
| Maurice      | Samuel West (fiatalon)     | Széles Tamás    |
| eladólány    | Siobhan Hayes              |                 |
| Dr. Gudgeon  | Kris Marshall              | Seder Gábor     |

## Fogadtatás

### Bevételi adatok
Az 5,5 millió dolláros költségvetésből készült film világszerte 16 153 953 millió dolláros bevételt termelt.

### Kritikai visszhang
A Rotten Tomatoes 112 kritikus véleményét összegezve 79%-ra értékelte, kiemelve a négy főszereplő színészi alakításait.

### Fontosabb díjak és jelölések
| Díj                              | Kategória                          | Jelölt                                  | Eredmény | Ref.   |
| -------------------------------- | ---------------------------------- | --------------------------------------- | -------- | ------ |
| Oscar-díj                        | legjobb női főszereplő             | Judi Dench                              | Jelölve  | [ 6 ]  |
| Oscar-díj                        | legjobb férfi mellékszereplő       | Jim Broadbent                           | Elnyerte | [ 6 ]  |
| Oscar-díj                        | legjobb női mellékszereplő         | Kate Winslet                            | Jelölve  | [ 6 ]  |
| BAFTA-díj                        | kiemelkedő brit film               | Robert Fox, Scott Rudin és Richard Eyre | Jelölve  | [ 7 ]  |
| BAFTA-díj                        | legjobb férfi főszereplő           | Jim Broadbent                           | Jelölve  | [ 7 ]  |
| BAFTA-díj                        | legjobb női főszereplő             | Judi Dench                              | Elnyerte | [ 7 ]  |
| BAFTA-díj                        | legjobb férfi mellékszereplő       | Hugh Bonneville                         | Jelölve  | [ 7 ]  |
| BAFTA-díj                        | legjobb női mellékszereplő         | Kate Winslet                            | Jelölve  | [ 7 ]  |
| BAFTA-díj                        | legjobb adaptált forgatókönyv      | Richard Eyre és Charles Wood            | Jelölve  | [ 7 ]  |
| Berlini Nemzetközi Filmfesztivál | Arany Medve                        | Richard Eyre                            | Jelölve  | [ 8 ]  |
| Berlini Nemzetközi Filmfesztivál | legjobb új tehetség (színész)      | Hugh Bonneville                         | Elnyerte | [ 8 ]  |
| Európai Filmdíj                  | legjobb színész (közönségdíj)      | Hugh Bonneville                         | Jelölve  | [ 9 ]  |
| Európai Filmdíj                  | legjobb színész (közönségdíj)      | Jim Broadbent                           | Jelölve  | [ 9 ]  |
| Európai Filmdíj                  | legjobb színésznő (közönségdíj)    | Judi Dench                              | Jelölve  | [ 9 ]  |
| Európai Filmdíj                  | legjobb színésznő (közönségdíj)    | Kate Winslet                            | Elnyerte | [ 9 ]  |
| Golden Globe-díj                 | legjobb női főszereplő (filmdráma) | Judi Dench                              | Jelölve  | [ 10 ] |
| Golden Globe-díj                 | legjobb férfi mellékszereplő       | Jim Broadbent                           | Elnyerte | [ 10 ] |
| Golden Globe-díj                 | legjobb női mellékszereplő         | Kate Winslet                            | Jelölve  | [ 10 ] |
| Screen Actors Guild-gála         | legjobb női főszereplő (mozifilm)  | Judi Dench                              | Jelölve  | [ 11 ] |
| Screen Actors Guild-gála         | legjobb férfi mellékszereplő       | Jim Broadbent                           | Jelölve  | [ 11 ] |

## Fordítás
- Ez a szócikk részben vagy egészben  az   Iris (2001 film) című angol Wikipédia-szócikk ezen változatának fordításán alapul.  Az eredeti cikk szerkesztőit annak laptörténete sorolja fel. Ez a jelzés csupán a megfogalmazás eredetét és a szerzői jogokat jelzi, nem szolgál a cikkben szereplő információk forrásmegjelöléseként.